# Kršćanstvo u Maroku
Kršćani u Maroku čine oko 1,1 % (~380.000) populacije (34,859.364 - 2009. procjena). Većina njih su rimokatolici i protestanti.

## Sadašnja situacija
Islam je prema ustavu Maroka službena religija. Inozemnim kršćanima je dozvoljeno prakticirati njihovu vjeroispovijest, iako su pod prismotrom vlasti. 
Propovjedanje kršćanstva muslimanima je zakonski kažnjivo. Također nije dozvoljeno dijeliti kršćansku literaturu. Iako prelazak s islama na drugu religiju nije zakonski kažnjivo, kršćani s muslimanskom pozadinom su ipak pod pritiskom društva i pod socijalnom izolacijom. Iz straha prema represijama često svoju kršćansku vjeru prakticiraju u tajnosti.
Od ožujka 2010., je marokanska vlada optužila i protjerala nekoliko inozemnih kršćana pod optužbom da su pokušavali misionirati Marokance. Protjerane osobe bili su članovi kršćanskih humanitarnih organizacija. Veliki broj njihovih članova radio je na projektu sa siročadi nedaleko Fesa tako da su morali napustiti djecu o kojoj su se brinuli.

## Povijest
Kršćanstvo se pojavljuje na području Maroka tijekom rimskog doba, a bilo je zastupljena kod kršćanskih Berbera u rimskoj Tingitanskoj Mauretanija, iako je nestalo nakon islamskih osvajanja.
Prema tradiciji, mučeništvo sv. Marcela iz Tangera se dogodilo 28. srpnja 298. godine u Tingisu. Za vrijeme tetrarhije Dioklecijana, Tingitanska Mauretanija postala ke dio biskupije Hispaniae.

## Rimokatoličanstvo u Maroku
Katolička Crkva u Maroku je dio svjetske Katoličke Crkve, pod duhovnim vodstvom pape i rimske kurije. U Maroku živi oko 24 000 katolika. Većinom su to Europljani, uglavnom Francuzi i Španjolci koji su doselili u Maroko tijekom kolonizacije, a ostali su poslije neovisnosti. Rimokatolička Crkva u Maroku je podijeljena na dvije dijeceze: rabatsku i tangersku dijecezu,koje su sastavljene od 39 župa s oko 24 000 vjernika. Ruska pravoslavna Crkva je također zastupljena s jednom zajednicom a i jedan broj protestantskih kršćana je zastupljen u Maroku. 

## Protestantizam
Protestanti u Maroku čine manji dio stanovništva države. Najveći dio protestanata pripada Evangelističkoj crkvi Maroka (Eglise Evangélique au Maroc), koja pripada Reformiranoj crkvi Francuske.

## Anglikanska crkva
Dok većina područja Afrike (uključujući istočne Sjeverne Afrike) imaju samostalne Anglikanske biskupije i provincije, zapadni dio sjeverne Afrike, uključujući i Anglikanske crkve Maroka, je dio europske biskupije, koja je i sama dio Canterburyjske provincije. 
Anglikanska crkva Sv. Andrije u Tangieru je postala turistička atrakcija, zbog nekih poznatih osoba koje su pokopane u groblju.

## Pravoslavna crkva
U Maroku su djelatne tri autokefalne pravoslavne crkve: 
- Grčka pravoslavna crkva u Casablanci
- Ruska pravoslavna crkva u Rabatu i Casablanca[9]

## Vanjske poveznice
- Kirche in Not: Informacije o crkvi u Maroku  Arhivirana inačica izvorne stranice od 28. travnja 2013. (Wayback Machine)
- Open Doors: Maroko  Arhivirana inačica izvorne stranice od 23. veljače 2012. (Wayback Machine)